# Blood Red Shoes

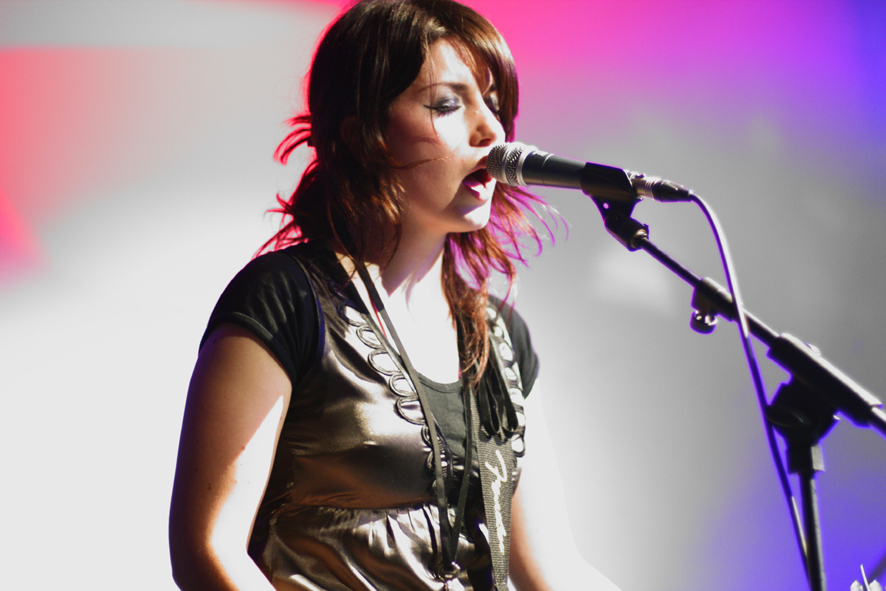
Laura-Mary Carter

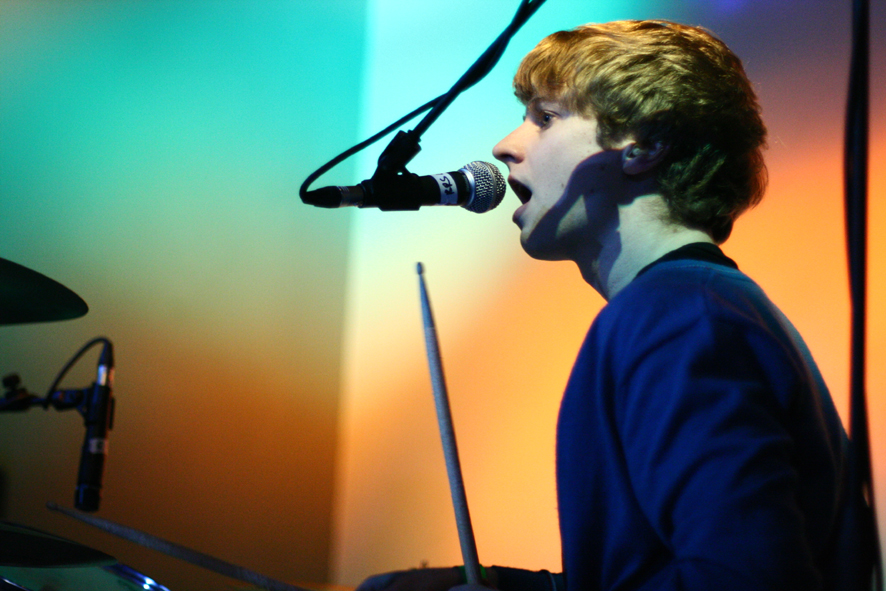
Steven Ansell

Blood Red Shoes est un groupe de rock originaire de Brighton, en Angleterre. Il est composé de Steven Ansell (voix et percussions) et de Laura-Mary Carter (voix et guitare).

## Histoire du groupe
Fin 2004, les groupes respectifs de Steven Ansell et Laura-Mary Carter (Cat On Form et Lady Muck) se séparent. Ils décident alors de former un duo, le nom du groupe provenant d'une anecdote concernant Ginger Rogers, qui avait tellement dansé en tournant des scènes d'une comédie musicale que ses chaussures blanches étaient devenues rouge sang. Ils jouent très rapidement leurs chansons sur scène et se font connaître par leurs prestations en live. Ils sortent alors quelques singles chez différents labels indépendants (Victory For The Magpie est le premier en juillet 2005 et il est suivi de trois autres en 2006).
Ils signent en avril 2007 chez V2 Records et sortent le 25 juin sous ce label une compilation de leurs singles nommée I'll Be Your Eyes. En mai 2007, ils participent avec les groupes The Rumble Strips, The Little Ones et Pull Tiger Tail à la tournée britannique organisée par le magazine New Musical Express afin de faire connaître de nouveaux groupes. Ils se produisent durant l'été dans plusieurs festivals, notamment au T in the Park, et jouent en première partie de groupes comme Maxïmo Park, Biffy Clyro, Gossip et Panic! at the Disco.
En février 2008, leur single You Bring Me Down se classe à la 64e des charts britanniques. Ils sortent le 14 avril 2008 leur premier album studio, Box of Secrets, la sortie de celui-ci ayant été repoussée plusieurs fois. L'album se classe à la 47e place des charts britanniques. Laura-Mary Carter réalise l'artwork de la pochette de l'album, comme elle le fera pour les albums suivants. En parallèle, le duo continue à faire des concerts et des festivals un peu partout en Europe (Reading and Leeds Festivals, Pukkelpop, Lowlands) et joue également quelques dates au Japon (Summer Sonic Festival). Le 20 août 2008, ils assurent la première partie de Rage Against the Machine au parc de Saint-Cloud.
En 2009, le groupe ralentit son activité sur scène afin de consacrer plus de temps à l'écriture de son deuxième album. Ils testent leurs nouvelles chansons en les interprétant lors de la quarantaine de concerts qu'ils donnent cette année et partent en studio d'enregistrement, au Motor Museum de Liverpool, à partir de septembre 2009. L'album, intitulé Fire Like This, sort le 1er mars 2010 et le groupe part ensuite en tournée en Europe et aux États-Unis. En 2010, leur titre It's Getting Boring By The Sea fait partie de la bande originale du film Scott Pilgrim. Edgar Wright, le réalisateur du film, est en effet un fan du groupe et leur a proposé de participer à la bande originale de son film après les avoir vus en concert.
En 2011, le duo part enregistrer son troisième album après sa tournée de festivals estivaux, retournant au Motor Museum de Liverpool avec Mike Crossey, producteur des deux précédents albums. L'enregistrement est bouclé en deux mois et la musique du groupe évolue avec cet album vers des sonorités plus acoustiques même si certains morceaux restent dans la veine de leurs deux albums précédents. L'album, intitulé In Time to Voices, sort le 26 mars 2012. Il se classe à la 61e place des charts britanniques. Le groupe entame ensuite une tournée en Europe et aux États-Unis.
Le quatrième album studio, intitulé Blood Red Shoes, est sorti le 3 mars 2014. Il a été entièrement enregistré et auto-produit, sans producteur ni ingénieur du son, à Berlin. Steven Ansell a déclaré que ces conditions particulières donnait à l'album un son très brut et très personnel. À la fin de la tournée promotionnelle de l'album, Ansell et Carter décident de faire une longue pause car ils sont fatigués l'un de l'autre à force d'être constamment ensemble depuis des années.
Le duo annonce en septembre 2018 que leur 5e album, baptisé Get Tragic et composé de onze titres, est programmé pour une sortie le 25 janvier 2019. Il s'inspire de leurs expériences personnelles pendant leur break .

## Discographie

### Albums studio
- 2008 : Box of Secrets (V2 Records)
- 2010 : Fire Like This (V2 Records)
- 2012 : In Time to Voices (V2 Records)
- 2014 : Blood Red Shoes (Jazz Life)
- 2019 : Get Tragic (Jazz Life)
- 2022 : Ghosts on Tape (Velveteen Records)

## Classement dans les charts
| Année | Album             | Meilleur classement | Meilleur classement | Meilleur classement | Meilleur classement |
| Année | Album             | Royaume-Uni         | Allemagne           | Belgique Comm. fl.  | Pays-Bas            |
| ----- | ----------------- | ------------------- | ------------------- | ------------------- | ------------------- |
| 2008  | Box of Secrets    | 47                  | -                   | 58                  | 73                  |
| 2010  | Fire Like This    | -                   | -                   | 42                  | 48                  |
| 2012  | In Time to Voices | 61                  | 75                  | 63                  | 78                  |
| 2014  | Blood Red Shoes   | 49                  | 47                  | 74                  | 69                  |

## Instruments de musique
| Laura-Mary Carter - Fender American Telecaster - Fender Japanese '62 Reissue Telecaster - Springtime - Marshall DSL50 JCM2000 Head - Marshall 1960TV Cabinet - Boss DD-6 - Boss TU-2 - Marshall Guv'nor GV-2 Plus - Electro-Harmonix Big Muff Pi - Electro-Harmonix Deluxe Memory Man | Steven Ansell - Tama Drum Kit - Zildjian Cymbals - Ludwig Black Beauty Snare Drum - Roland SPD-S sample pad |